# TT191
| N5 | V29 | ib | nb · F9 | D40 |

| N5 | V29 | ib | nb · F9 | D40 |

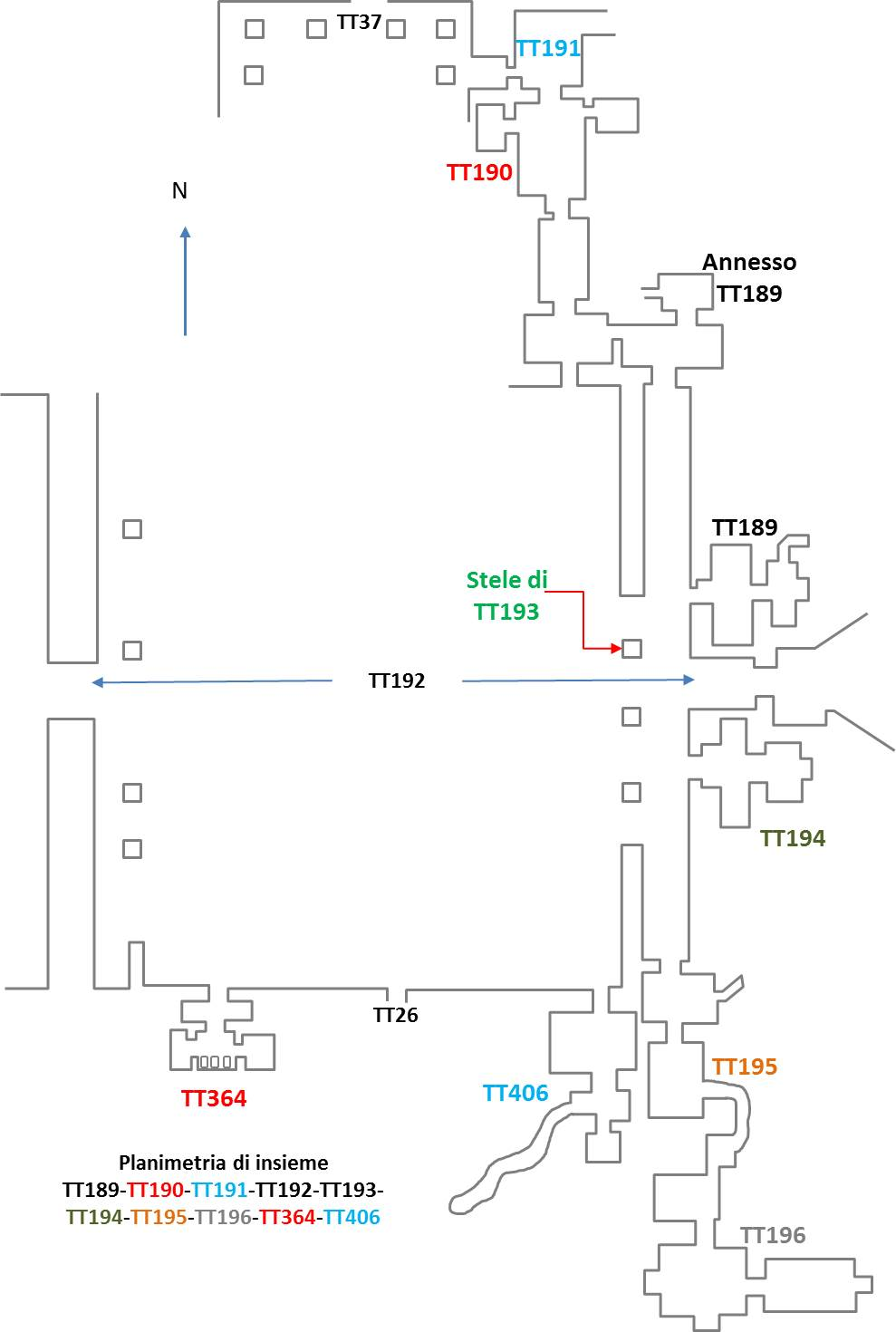
Planimetria dell'area in cui insistono le tombe TT189, TT190, TT191, TT192, TT193, TT194-TT195-TT196-TT364-TT406

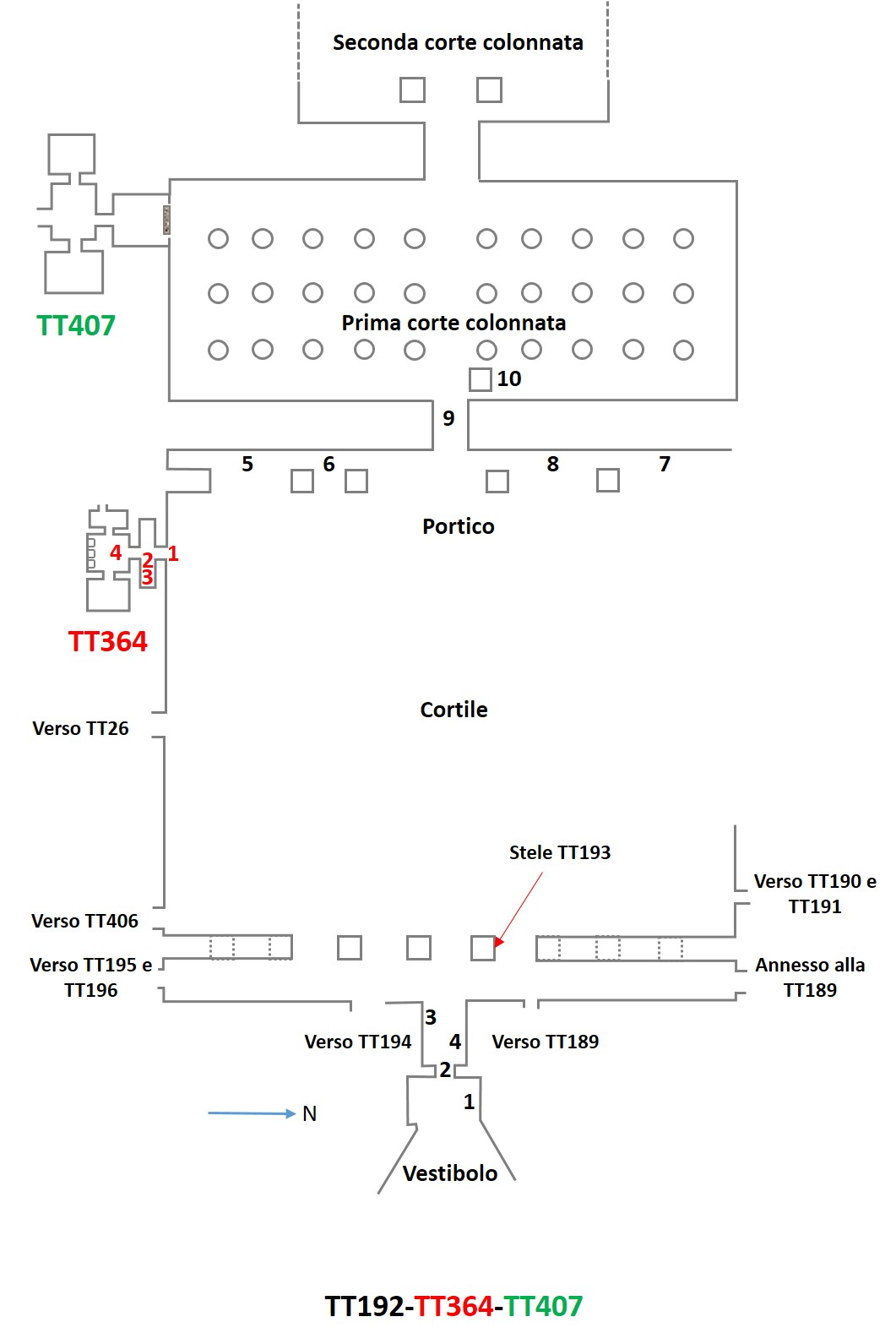
Planimetria dell'area in cui insistono le tombe TT192, TT364, TT407 (in basso a destra l'accesso alle tombe TT190 e TT191)

TT191 (Theban Tomb 191) è la sigla che identifica una delle Tombe dei Nobili ubicate nell'area della cosiddetta Necropoli Tebana, sulla sponda occidentale del Nilo dinanzi alla città di Luxor, in Egitto. Destinata a sepolture di nobili e funzionari connessi alle case regnanti, specie del Nuovo Regno, l'area venne sfruttata, come necropoli, fin dall'Antico Regno e, successivamente, sino al periodo Saitico (con la XXVI dinastia) e Tolemaico.

## Titolare
TT191 era la tomba di:
| Titolare        | Titolo                                                       | Necropoli  | Dinastia/Periodo             | Note                    |
| --------------- | ------------------------------------------------------------ | ---------- | ---------------------------- | ----------------------- |
| Wahibrenebpehti | Ciambellano della Divina Adoratrice, Maestro delle cerimonie | El-Assasif | XXVI dinastia (Psammetico I) | accessibile dalla TT189 |

## Biografia
Pedehor, Capo dei disegnatori, fu suo padre e Thesmutpert sua madre. Pedehor, come il nonno e Ciambellano della Divina Adoratrice come il padre, fu suo figlio.

## La tomba
L'ingresso a TT191 si apre in un più vasto cortile di disimpegno che consente l'accesso a numerose altre tombe (TT192, TT364, TT407); ad essa si accede, inoltre, dall'annesso alla TT189 e dalla TT190.
Un breve corridoio, sulle cui pareti (1/rosso in planimetria) il defunto riceve l'omaggio del figlio Pedehor e sono riportati i nomi dei genitori e sono presenti, inoltre, abbozzi di disegno del defunto e di testi sacri, immette in un secondo corridoio (2-3) con inni ad Amon-Ra, i titoli del defunto e un inno a Osiride. Nella sala seguente, molto danneggiata, (4-5-6-7) resti di scene comprese un inno a Osiride, testi con nomi dei genitori e del figlio nonché mucche. In un passaggio (8) resti di testo..

### Annotazioni
1. ↑  La numerazione dei locali e delle pareti segue quella di Porter e Moss 1927, p. 297.
2. ↑  La prima numerazione delle tombe, dalla numero 1 alla 253, risale al 1913 con l'edizione del "Topographical Catalogue of the Private Tombs of Thebes" di Alan Gardiner e Arthur Weigall. Le tombe erano numerate in ordine di scoperta e non geografico; ugualmente in ordine cronologico di scoperta sono le tombe dalla 253 in poi.
3. ↑  I campi della Duat, ovvero l'aldilà egizio, si trovavano, secondo le credenze, proprio sulla riva occidentale del grande fiume.
4. ↑  Nella sua epoca di utilizzo, l'area era nota come "Quella di fronte al suo Signore" (con riferimento alla riva orientale, dove si trovavano le strutture dei Palazzi di residenza dei re e i templi dei principali dei) o, più semplicemente, "Occidente di Tebe".
5. ↑  le Tombe dei Nobili, benché raggruppate in un'unica area, sono di fatto distribuite su più necropoli distinte.
6. ↑  Le note, sovente di inquadramento topografico della tomba, sono tratte dal "Topographical Catalogue" di Gardiner e Weigall, ed. 1913 e fanno perciò riferimento alla situazione dell'epoca.
7. ↑  Poiché in planimetria sono rappresentate due differenti tombe, i riferimenti sono stati riportati in differente colore. Per la TT191 seguire la numerazione rossa.

### Fonti
1. 1 2  Porter e Moss 1927,  p. 297.
2. ↑  Gardiner e Weigall 1913.
3. ↑  Donadoni 1999,  p. 115.
4. ↑  Gardiner e Weigall 1913, p. 32.
5. ↑  Gardiner e Weigall 1913, pp. 32-33.
6. ↑  Gardiner e Weigall 1913, p. 33.
7. ↑  Porter e Moss 1927,  p. 297, confermata in edizione del 1970.
8. ↑  Porter e Moss 1927,  confermata nell'edizione del 1970, p. 297.